# 新西蘭竹筴魚
新西蘭竹筴魚（学名：Trachurus novaezelandiae），為輻鰭魚綱鱸形目鱸亞目鰺科竹筴魚屬下的一個種，為亞熱帶海水魚，分布於西南太平洋澳洲及紐西蘭海域及半鹹水域，深度22-500公尺，體細長且側扁，尾鰭叉形且為黃色，背鰭2個，背鰭硬棘9枚、背鰭軟條27-33枚、臀鰭硬棘3枚、臀鰭軟條22-29枚，脊椎骨24個，體上半部暗色並呈波浪狀紋路，腹部銀白色，體長可達50公分。棲息在沿海及河口區軟底質的底部，偶會出現在中層或表層水域，成群活動，屬肉食性，可做為食用魚，通常以生鮮、煙燻或製成罐頭販售。